# Noravank FK
Noravank är en fotbollsklubb från Vayk' i Armenien. Klubben har de senaste åren vunnit högsta ligan i Armenien.

## Historia
Noravank grundades 2020.

## Placering tidigare säsonger
| Säsong    | Nivå | Liga           | Placering | Referens    |
| --------- | ---- | -------------- | --------- | ----------- |
| 2020/2021 | 2    | 1. liga        | 3         | [ 1 ] [ 2 ] |
| 2021/2022 | 1    | Premier League | 7         | [ 3 ] [ 4 ] |

## Trupp 2021
Uppdaterad: 6 september 2021
| Nr | Land     | Pos | Namn                                     |
| -- | -------- | --- | ---------------------------------------- |
| 3  | Armenien | F   | Gagik Maghakyan                          |
| 4  | Ryssland | F   | Mikhail Bashilov                         |
| 5  | Armenien | F   | Norayr Nikoghosyan                       |
| 6  | Armenien | MF  | David Margaryan                          |
| 7  | Armenien | MF  | Andranik Kocharyan                       |
| 8  | Nigeria  | MF  | Julius Ufuoma                            |
| 9  | Ghana    | A   | Benjamin Nana Techie (l.f. Cheetah)      |
| 10 | Armenien | MF  | Karen Nalbandyan                         |
| 11 | Armenien | F   | Arman Asilyan                            |
| 14 | Armenien | F   | Arman Khachatryan                        |
| 15 | Ghana    | MF  | David Quaye (l.f Cheetah)                |
| 16 | Ryssland | MV  | Vladislav Yarukov                        |
| 19 | Ghana    | MF  | Christian Agyenim Boateng (l.f. Cheetah) |

| Nr | Land       | Pos | Namn                          |
| -- | ---------- | --- | ----------------------------- |
| 20 | Ghana      | F   | Simon Obonde (l.f. Cheetah)   |
| 22 | Ghana      | A   | Gideon Boateng (l.f. Cheetah) |
| 24 | Montenegro | F   | Igor Zonjić                   |
| 25 | Brasilien  | F   | Ebert                         |
| 31 | Ryssland   | MV  | Daniil Polyanskiy             |
| 33 | Armenien   | MF  | Armen Derdzyan                |
| 35 | Serbien    | MV  | Dusan Cubrakovic              |
| 37 | Ryssland   | A   | Sergei Orlov                  |
| 63 | Ryssland   | F   | Temur Mustafin                |
| 66 | Armenien   | A   | Erik Petrosyan                |
| 77 | Armenien   | MF  | Davit Minasyan                |
| 88 | Armenien   | MV  | Narek Voskanyan               |
| 99 | Armenien   | F   | Arman Mkrtchyan               |